# Juncus tyraicus
Juncus tyraicus là một loài thực vật có hoa trong họ Juncaceae. Loài này được V. Novik. mô tả khoa học đầu tiên.